# I. e. 300
Évszázadok: i. e. 4. század – i. e. 3. század – i. e. 2. század
Évtizedek: i. e. 350-es évek – i. e. 340-es évek – i. e. 330-as évek – i. e. 320-as évek – i. e. 310-es évek – i. e. 300-as évek – i. e. 290-es évek – i. e. 280-as évek – i. e. 270-es évek – i. e. 260-as évek – i. e. 250-es évek
Évek: i. e. 305 – i. e. 304 – i. e. 303 – i. e. 302 –  i. e. 301 – i. e. 300 – i. e. 299 – i. e. 298 – i. e. 297 – i. e. 296 – i. e. 295

## Események

### Hellenisztikus birodalmak
- Lüszimakhosz - aggódva Szeleukosz túlzott megerősödése miatt - szövetséget köt Ptolemaiosszal, és feleségül veszi annak lányát, Arszinoét.
- Az ipszoszi csatában vereséget szenvedett Démétrioszt - annak korábbi kicsapongásai miatt - Athén nem engedi be a területére. Démétriosz a Kherszonészosz-félszigeten támadja Lüszimakhosz erőit; maradék görögországi csapatait sógora, Pürrhosz parancsnoksága alá helyezi.
- Démétriosz békét köt Szeleukosszal és feleségül adja hozzá a lányát, Sztratonikét.

### Itália
- A szürakuszai Agathoklész elfoglalja Kerkürát (Korfut).
- Rómában az előző évi etruszk háború hősét, Marcus Valerius Corvust, valamint Quintus Appuleius Pansát választják consulnak.
- Quintus és Cnaeus Ogulnius néptribunusok beterjesztik az ún. Lex Ogulniát, amely megduplázza a főpapok és jóspapok számát és előírja, hogy az új helyeket a plebeiusok (akik eddig nem lehettek pontifexek és augurok) közül kell választani.[1] A törvényt a patríciusok tiltakozása ellenére megszavazzák.
- Appuleius consul ostrom alá veszi az umbriai Nequinumot.[2]

## Fordítás
- Ez a szócikk részben vagy egészben  a(z)   300 v. Chr. című német Wikipédia-szócikk ezen változatának fordításán alapul.  Az eredeti cikk szerkesztőit annak laptörténete sorolja fel. Ez a jelzés csupán a megfogalmazás eredetét és a szerzői jogokat jelzi, nem szolgál a cikkben szereplő információk forrásmegjelöléseként.